# Laura Fortunato

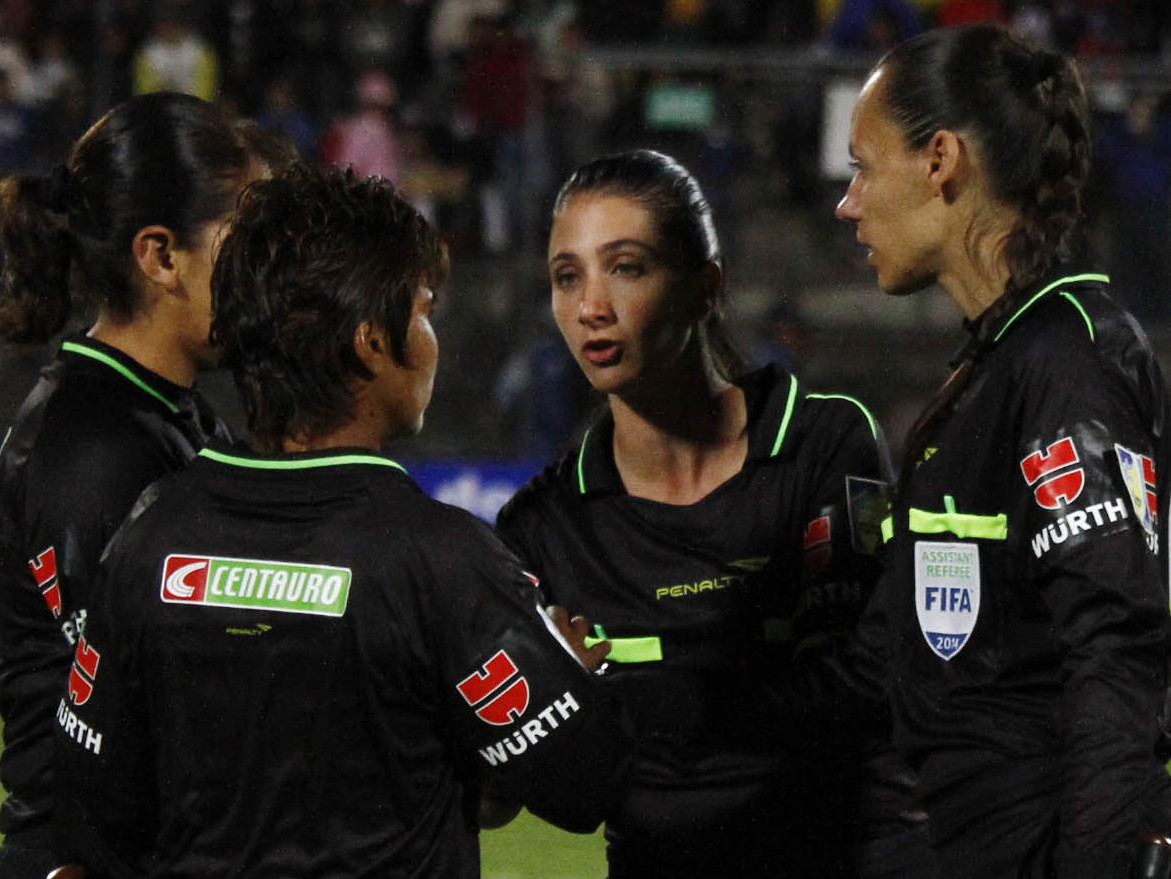
Laura Fortunato (2014)

María Laura Fortunato (* 31. Mai 1985 in Buenos Aires) ist eine argentinische Fußballschiedsrichterin.

## Werdegang
Seit 2010 steht sie auf der FIFA-Liste und leitet internationale Fußballpartien.
Am 8. November 2015 leitete Fortunato das Finale der Copa Libertadores Femenina 2015 zwischen Associação Ferroviária de Esportes und CSD Colo-Colo (3:1).
Fortunato war Schiedsrichterin beim Algarve-Cup 2017, 2018 und 2019.
Bei der Weltmeisterschaft 2019 in Frankreich pfiff sie das Spiel zwischen den USA und Thailand (13:0).
Beim Olympischen Frauenfußballturnier 2020 in Tokio leitete Fortunato drei Partien, darunter das Spiel um Bronze zwischen Australien und den Vereinigten Staaten (3:4).
Bei der Copa Libertadores Femenina 2021 war Fortunato Schiedsrichterin des Finales zwischen Independiente Santa Fe und Corinthians São Paulo (0:2) am 21. November 2021. Ebenso leitete sie am 30. Juli 2022 das Finale der Copa América der Frauen 2022 zwischen Kolumbien und Brasilien (0:1).
Im Januar 2023 wurde Fortunato für die Weltmeisterschaft 2023 in Australien und Neuseeland nominiert.

## Einsätze bei Turnieren

### Fußball-Weltmeisterschaft 2019
| Phase        | Datum         | Spielort | Heimmannschaft     | Gastmannschaft | Ergebnis   |
| ------------ | ------------- | -------- | ------------------ | -------------- | ---------- |
| Gruppenphase | 11. Juni 2019 | Reims    | Vereinigte Staaten | Thailand       | 13:0 (3:0) |

### Olympisches Fußballturnier 2021
| Phase           | Datum         | Spielort | Heimmannschaft | Gastmannschaft     | Ergebnis   |
| --------------- | ------------- | -------- | -------------- | ------------------ | ---------- |
| Gruppenphase    | 21. Juli 2021 | Rifu     | Sambia         | Niederlande        | 3:10 (1:6) |
| Gruppenphase    | 27. Juli 2021 | Rifu     | Neuseeland     | Schweden           | 0:2 (0:2)  |
| Spiel um Bronze | 5. Aug. 2021  | Kashima  | Australien     | Vereinigte Staaten | 3:4 (1:3)  |

### Fußball-Weltmeisterschaft 2023
| Phase        | Datum         | Spielort | Heimmannschaft | Gastmannschaft | Ergebnis  |
| ------------ | ------------- | -------- | -------------- | -------------- | --------- |
| Gruppenphase | 26. Juli 2023 | Perth    | Kanada         | Irland         | 2:1 (1:1) |
| Gruppenphase | 2. Aug. 2023  | Sydney   | Panama         | Frankreich     | 3:6 (1:4) |